# Мохамад Вахид Суприяди
Мохама́д Вахи́д Суприя́ди (индон. Mohamad Wahid Supriyadi, род. 18 августа 1959, Кебумен, Центральная Ява) — индонезийский дипломат, чрезвычайный и полномочный посол Индонезии в Российской Федерации и Республике Беларусь (март 2016—2020).

## Краткая биография
В 1977 г. окончил среднюю школу в Пурвореджо (Центральная Ява), в 1983 – факультет иностранных языков Университета Гаджа Мада (английский язык). В 1986-1987 гг. учился в школе дипломатической службы. Позднее там же несколько раз занимался на курсах усовершенствования. В 2000 г. получил сертификат по прикладному бизнесу Технологического университета Суинберна в Мельбурне.
Начал карьеру преподавателем английского языка в средней школе Мухамадья в Джокьякарте (1981—1984), затем на экономическом факультете Университета Панчасила (1984—1989, 1993—1994). В 1994 г. поступил на дипломатическую службу. Первый пост за рубежом в ранге третьего секретаря - в посольстве Индонезии в Канберре (1989-1993), затем служил вице-консулом Индонезии в Мельбурне (1995—1999). До 2004 г. занимал различные должности в министерстве иностранных дел, в том числе возглавлял директорат информации и масс-медиа. В 2004—2007 гг. — генеральный консул в Мельбурне. В 2009—2011 — посол в Объединённых Арабских Эмиратах. С 2012 по 2016 гг. — снова в Министерстве иностранных дел. С марта 2016 по 2020 г. — чрезвычайный и полномочный посол Индонезии в Российской Федерации и по совместительству в Республике Беларусь. Верительные грамоты вручены президенту России 20 апреля 2016 г..

Вахид Суприяди (в центре) на презентации Большого русско-индонезийского словаря. Москва, ИСАА, 28.10.2016 г.

Посол Индонезии в России Вахид Суприяди на праздновании Дня Независимости Индонезии в индонезийском посольстве 17 августа 2019 г.

Инициатор проведения многих мероприятий, направленных на расширение связей между Индонезией и Россией, в том числе четырёх масштабных фестивалей индонезийской культуры в России (2016, 2017, 2018, 2019, последний посетило 150 тыс. человек) и одного — в Республике Беларусь (2018), двух бизнес-форумов и др.
Автор многих статей по вопросам международных отношений в газетах The Herald Sun, The Age, Image Indonesia, Kompas Daily, Suara Pembaruan Daily, журнале «Международная жизнь». Многочисленны встречи посла с бизнесменами, политиками, учёными-индонезистами, студентами, губернаторами областей России.

## Награды
- Почётный профессор в области международных отношений Томского государственного университета (2018)[6].
- Орден «За заслуги» Духовного управления мусульман Российской Федерации (2020)[7]

## Семья
- Супруга Мургияти Суприяди (индон. Murgiyati Supriyadi)
- Трое детей (две дочери и сын)